# Juiz (godos)
Juiz é a tradução utilizada pela historiografia para referir-se ao termo gótico reconstruído kindins que foi empregado no século IV para designar a mais alta posição ou estatuto político entre este povo. Tal escolha de tradução deve-se a forma como os autores clássicos traduziram o termo como "juiz" ou "dicasta" (em latim: iudex; em grego: δικαστής; romaniz.: dikastés). Patrick J. Geary descreveu a posição como um "juiz super-real", ou seja, juiz com plenos poderes régios. Herwig Wolfram sugere que o termo também equivaleu ao burgúndio "hendino" (hendinos) e significou "representante da tribo". Peter Heather considerou a palavra thiudans (Þiudans) como homônima de kindins. Heather também percebeu que o título passou de pai para filho através de Ariarico, Aorico e Atanarico.
Wolfram descreveu o ofício de kindins como "o juiz que, eleito pela duração duma ameaça específica e limitado em sua autoridade ao território da confederação tribal, exerceu poder monárquico específico". Ele notou que a raiz da palavra kind significava "linhagem" ou "raça" e como a passagem da história transformou a palavra kindins de seu significado original para "chefe do clã". Knut Helle referiu-se à posição de kindins como um "líder guerreiro" que seria nomeado por um conselho de vários reis (reiks) durante condições específicas em tempos de crise ou guerra. Herwig Wolfram considerou Ariarico igualmente como tendo sido o primeiro juiz tervíngio registrado fiável e independentemente.